# 潜塚古墳
潜塚古墳（くぐりづかこふん）は、福岡県大牟田市黄金町にある古墳（円墳）。1977年（昭和52年）2月17日に国の史跡に指定された。

## 概要
大牟田市内の独立丘陵上に営まれた古墳で、周囲の農地化により原形を損なっている。径30メートル、高さ7メートルほどの円墳と推定されるが、前方後円墳の可能性もある。副葬品から、築造時期は5世紀中葉とみられる。
本古墳は、その副葬品の内容から、畿内様式の古式古墳の南限とされている。

## 構造
1959年に内部主体の調査が実施された。内部主体は南北方向を軸に置かれた箱式石棺2基で、東を1号、西を2号とする。遺体の頭部は2体とも北向きであった。1号主体、2号主体ともに石棺は側壁・小口をそれぞれ1枚の切石で造るが、材質は1号が凝灰岩、2号が砂岩である。また2号の石棺のみ、足元側に小さな仕切り（副室）を設ける点も異なっている。石棺の内法大きさは、1号が長さ1.7メートル、幅0.5メートル、2号が長さ1.8メートル、幅0.5メートル、2号の副室が25×35センチである。

## 出土品
副葬品は、1号石棺内から神人龍虎画像鏡1、碧玉管玉2、石棺外から鉄剣1、鉄刀子2、鉄鎌1、鉄鉇（やりがんな）1が出土。2号石棺内から内行花文鏡片、石棺外から銅鏃47、鉄鍬先1、鉄鎌1、鉄斧2、鉄鉇2、土師器壺2が出土している。